# Implicitni i eksplicitni ateizam
Implicitni ateizam i eksplicitni ateizam su nazivi za podvrste ateizma koje je upotrebljavao publicist George H. Smith.
Implicitni ateizam je definiran kao "odsutnost teističkog vjerovanja bez njegovog svjesnog odbacivanja", pa su tako svi koji nisu razmišljali o postojanju božanstava de facto ateisti. U ovu kategoriju spadaju i sve osobe koje nikad nisu došle u dodir s pojmom božanstva i osobe koje ne mogu razumjeti pojam božanstva (djeca, duševni bolesnici, neki oblici mentalne retardacije).
Eksplicitni ateizam se pak definira kao "odsutnost teističkog vjerovanja kroz njegovo svjesno odbacivanje" u što spadaju vjerovanja svih onih koji su razmišljali o postojanju božanstava i svjesno odlučili da ona ne postoje. Smith pod eksplicitnim ateizmom podrazumijeva i antiteizam.